# Муравський Віктор Ілліч
Віктор Ілліч Муравський (нар. 11 листопада 1958, Бар, Вінницька область) — радянський та український футболіст, нападник. Майстер спорту СРСР (1990).

## Кар'єра гравця
Почав грати Віктор в Барській ДЮСШ (Вінницька область), потім потрапив до республіканського спортінтернату, а після його закінчення вступив на факультет фізвиховання Кам'янець-Подільського педінституту. Саме звідси його рекомендували в «Поділля». Дебютував у складі хмельничан 1977 року, де одразу ж вписався в колектив і на довгі роки став провідним нападником хмельницької команди. З 1977 по 1993 роки (з перервами) провів у «Поділлі» 15 сезонів, забивши у ворота суперників 77 м'ячів (найкращий бомбардир подолян у 2-й лізі).
| Сезон     | Ліга      | Клуб                     | Ігри | Голи |
| --------- | --------- | ------------------------ | ---- | ---- |
| 1977      | 2 ліга    | «Хвиля» (Хмельницький)   | 29   | 5    |
| 1978      | 2 ліга    | «Поділя» (Хмельницький)  | 35   | 2    |
| 1979      | 2 ліга    | «Поділя» (Хмельницький)  | 0    | 0    |
| 1980      | 2 ліга    | «Поділя» (Хмельницький)  | 30   | 6    |
| 1981      | 2 ліга    | «Поділя» (Хмельницький)  | 40   | 8    |
| 1982      | 2 ліга    | «Поділя» (Хмельницький)  | 12   | 3    |
| 1982      | вища ліга | «Шахтар» (Донецьк)       | 5    | 0    |
| 1983      | 1 ліга    | «СКА-Карпати» (Львів)    | 1    | 0    |
| 1983      | 2 ліга    | «Поділля» (Хмельницький) | ?    | 12   |
| 1984      | 2 ліга    | «Поділля» (Хмельницький) | 36   | 11   |
| 1985      | 2 ліга    | «Поділля» (Хмельницький) | 39   | 0    |
| 1986      | 2 ліга    | «Поділля» (Хмельницький) | 39   | 9    |
| 1987      | 2 ліга    | «Поділля» (Хмельницький) | 51   | 5    |
| 1988      | 2 ліга    | «Поділля» (Хмельницький) | 45   | 5    |
| 1989      | 2 ліга    | «Поділля» (Хмельницький) | 51   | 6    |
| 1990      | 2 ліга    | «Зоря» (Бєльці)          | 39   | 8    |
| 1991      | 2 ліга    | «Нива» (Тернопіль)       | 36   | 1    |
| 1992      | (1 ліга)  | «Поділля» (Хмельницький) | 16   | 1    |
| 1992–1993 | (1 ліга)  | «Поділля» (Хмельницький) | 34   | 4    |
| 1994–1995 | (3 ліга)  | «Адвіс» (Хмельницький)   | 2    | 0    |

## Тренерська кар'єра
Тренерський дебют Віктора Муравського відбувся в 1992—1993 роках. Тоді «Мура» виходив на поле у складі «Поділля» в ролі граючого наставника, допомагаючи керувати клубом Григорію Іщенку. А потім так склалося, що Муравський, якому було вже 35 років, завершив кар'єру не лише футболіста, а й тренера. Однак футбол у серці Віктора Ілліча жив. Підтвердженням цьому став 1999 рік, коли Муравський повернувся до «Поділля», щоб допомагати Богдану Блавацькому. А вже наступного чемпіонату став головним тренером, і команда з Хмельницького посіла в другій лізі шосте місце. Так, Віктор Ілліч з 2000 по 2002 роки очолював хмельницький футбольний клуб, а потім знову був помічником головного тренера.
17 червня 2009 його було знову призначено головним тренером футбольного клубу з Хмельницького, тепер команди під назвою «Динамо» (Хмельницький). 27 січня 2010 року Віктор Муравський подав у відставку.
Мешкає в Хмельницькому.